# Be Strong, Geum-soon!
Be Strong, Geum-soon! (coréen : 굳세어라 금순아) est un drama sud-coréen sorti en 2005 où jouent Han Hye-jin et Kang Ji-hwan. Il a été diffusé sur MBC du 14 février au 30 septembre 2005 du lundi au vendredi à 20h20 pour 163 épisodes.

## Synopsis
Le drama s'ouvre avec Geum-soon en plein examen de coiffure dans son école de coiffure, mais le rate. Geum-soon épouse plus tard Song-hwan, qui décède dans un accident de la route quelques jours après leur mariage. Elle a plus tard donné naissance à un petit garçon, Hwi-seong, et vit chez ses beaux-parents.
Geum-soon a fait plusieurs métiers pour gagner sa vie, passant de vendeuse de boissons nutritives au Korea University Hospital à apprentie dans un salon de coiffure, après avoir reçu beaucoup de complaintes de la part de sa belle-mère, qui voulait initialement qu'elle reste encore une année à la maison pour s'occuper de son fils.
Geum-soon a eu un accident après que son scooter se crashe dans la voiture d'un jeune et méticuleux médecin, qui l'a signalée à la police et qui a relevé toutes les petites fautes, allant d'un doigt cassé à une cheville foulée. Plus tard, à sa grande surprise, lorsqu'elle a signé pour être apprentie dans un salon de coiffure, elle a réalisé que l'homme était le fils du propriétaire. L'assistant manager du salon, Eun-ju, a tout d'abord rejeté sa candidature en déclarant qu'ils avaient tout le personnel requis, mais une décision a été faite après que Jae-hee et Mi-ja aient trouvé qu'il était mieux de l'embaucher.
Geum-soon a été placée sous la tutelle de sa collègue Hae-mee, mais elle est devenue son bourreau. Vers cette période, Geum-soon a changé ses cheveux coupe "cabbage-head" (qui est ensuite devenu son surnom pour Jae-hee) pour une coupe plus lisse. Jae-hee a finalement réussi à faire fuiter le secret de Geum-soon, qui était qu'elle était devenue mère rapidement après avoir révélé son passé à Miss Yoon après être arrivée en retard un jour. Lorsque le secret a été dévoilé, elle a vite été renvoyée.

## Casting
- Han Hye-jin - Na Geum-soon
- Kang Ji-hwan - Goo Jae-hee
- Kim Nam-gil (crédité Lee Han) - Noh Seong-hwan
- Lee Min-ki - Noh Tae-hwan
- Kim Seo-hyung - Ha Seong-ran
- Youn Yuh-jung - Kim Jin-soon
- Choi Ja-hye - Na Geum-ah
- Yang Hee-kyung - Ahn Soon-ji
- Park In-hwan - Noh So-jang
- Kim Ja-ok - Son Jung-sim
- Kim Yu-seok - Noh Si-hwan
- Jang Yong - Jang Ki-jong
- Yang Mi-kyung - Kim Young-ok
- Lee Se-eun - Jang Eun-ju
- Yoon Mi-ra - Oh Mi-ja
- Lee Hee-do - Na Sang-do
- Chae Eun-seo - Ahn Hae-mee
- Hwang Hye-hee - Yun So-ran
- Woo Kang-ha - Ah-ki